# Fuentemayuel
Fuentemayuel es un despoblado del término de Rioseco de Soria, localidad y municipio de la provincia de Soria, 
partido judicial de Soria, Comunidad Autónoma de Castilla y León, España. 

## Historia
El Censo de Pecheros de 1528, en el que no se contaban eclesiásticos, hidalgos y nobles, no se registran datos pero se considera como arrabal de Calatañazor con el nombre de Fuente Maynel. Pertenecía a la Comunidad de villa y tierra de Calatañazor.
Su despoblación se produjo en el siglo XVIII, conservándose su iglesia como ermita en el siglo XIX según se recoge en la descripción realizada por Madoz: dentro de él se encuentran las ermitas do Ntra. Sra. de Valverde y Santa Maria de Fueutemayuel. La ermita desapareció a finales del siglo XIX o principios del XX.

## Lugares de interés
- Ermita de Santa María de Fuentemayuel, desaparecida en la actualidad.